# Sommer-Universiade 2017/Teilnehmer (Schweiz)
| Gelbes Symbol für Goldmedaillen mit stilisierten Olympischen Ringen | Graues Symbol für Silbermedaillen mit stilisierten Olympischen Ringen | Braundes Symbol für Bronzemedaillen mit stilisierten Olympischen Ringen |
| ------------------------------------------------------------------- | --------------------------------------------------------------------- | ----------------------------------------------------------------------- |
| 1                                                                   | 1                                                                     | 1                                                                       |

Der Schweizer Hochschulsport-Verband (SHSV) nominierte Athleten und Athletinnen für 14 Sportarten.

## Leichtathletik
Im Aufgebot des Schweizer Hochschulsportverbands (SHSV) standen zunächst 20 Leichtathleten (acht Frauen, zwölf Männer). Die Siebenkämpferin Caroline Agnou musste jedoch auf Grund eines leichten Muskelfaserrisses im Ellbogen auf einen Start verzichten.

### Frauen

#### Laufdisziplinen
| Athletin                                                          | Disziplin        | Vorlauf     | Vorlauf | Halbfinale    | Halbfinale    | Finale        | Finale        |
| Athletin                                                          | Disziplin        | Zeit        | Platz   | Zeit          | Platz         | Zeit          | Platz         |
| ----------------------------------------------------------------- | ---------------- | ----------- | ------- | ------------- | ------------- | ------------- | ------------- |
| Ajla Del Ponte                                                    | 100 m            | 11,59 s     | 6       | 11,60 s       | 6             | 11,62 s       | 8             |
| Salomé Kora                                                       | 100 m            | 11,47 s     | 3       | 11,55 s       | 3             | 11,33 s       | Bronze        |
| Cornelia Halbheer                                                 | 200 m            | 24,14 s     | 15      | 23,80 s       | 8             | ausgeschieden | ausgeschieden |
| Vanessa Zimmermann                                                | 400 m            | 54,77 s     | 17      | 54,83 s       | 14            | ausgeschieden | ausgeschieden |
| Selina von Jackowski                                              | 100 m Hürden     | 14,69 s     | 31      | ausgeschieden | ausgeschieden | ausgeschieden | ausgeschieden |
| Stefanie Barmet                                                   | 1500 m Hindernis | 4:20,77 min | 11      |               |               | 4:24,33 min   | 12            |
| Evelyne Dietschi                                                  | Halbmarathon     |             |         |               |               | 1:25:34 h     | 19            |
| Ajla Del Ponte Salomé Kora Cornelia Halbheer Selina von Jackowski | 4 × 100 m        | 44,23 s     | 3       |               |               | 43,81 s       | Gold          |

### Männer

#### Laufdisziplinen
| Athlet                                                                       | Disziplin    | Vorlauf | Vorlauf | Halbfinale | Halbfinale | Finale | Finale |
| Athlet                                                                       | Disziplin    | Zeit    | Platz   | Zeit       | Platz      | Zeit   | Platz  |
| ---------------------------------------------------------------------------- | ------------ | ------- | ------- | ---------- | ---------- | ------ | ------ |
| Pascal Mancini                                                               | 100 m        |         |         |            |            |        |        |
| Bastien Mouthon                                                              | 200 m        |         |         |            |            |        |        |
| Silvan Wicki                                                                 | 200 m        |         |         |            |            |        |        |
| Daniele Angelella                                                            | 400 m        |         |         |            |            |        |        |
| Silvan Lutz                                                                  | 400 m        |         |         |            |            |        |        |
| Jonas Raess                                                                  | 1500 m       |         |         |            |            |        |        |
| Dany Brand                                                                   | 400 m Hürden |         |         |            |            |        |        |
| Alain-Hervé Mfompka                                                          | 400 m Hürden |         |         |            |            |        |        |
| Thomas Huwiler                                                               | Halbmarathon |         |         |            |            |        |        |
| Eric Rüttimann                                                               | Halbmarathon |         |         |            |            |        |        |
| Daniele Angelella Florian Clivaz Pascal Mancini Bastien Mouthon Silvan Wicki | 4 × 100 m    |         |         |            |            |        |        |
| Daniele Angelella Dany Brand Silvan Lutz Alain-Hervé Mfompka Bastien Mouthon | 4 × 400 m    |         |         |            |            |        |        |

#### Sprung/Wurf
| Athlet              | Disziplin  | Qualifikation | Qualifikation | Finale     | Finale |
| Athlet              | Disziplin  | Weite/Höhe    | Platz         | Weite/Höhe | Platz  |
| ------------------- | ---------- | ------------- | ------------- | ---------- | ------ |
| Christopher Ullmann | Weitsprung |               |               |            |        |